# Antes y después (película de 1996)
Antes y después (título original en inglés: Before and After) es una película de drama criminal estadounidense de 1996, dirigida por Barbet Schroeder y basada en la novela homónima de Rosellen Brown de 1992 sobre dos padres que deben lidiar con las secuelas cuando su hijo es acusado de asesinato. La protagonizan: Meryl Streep como la Dra. Carolyn Ryan, Liam Neeson como Ben Ryan, Edward Furlong como Jacob Ryan y Julia Weldon como Judith Ryan (quien también narró la película). Alfred Molina, John Heard y Alison Folland aparecen en papeles secundarios, el primero de ellos como el abogado penalista defensor.

## Reparto
- Meryl Streep como la doctora Carolyn Ryan
- Liam Neeson como Ben Ryan
- Edward Furlong como Jacob Ryan
- Julia Weldon como Judith Ryan
- Alfred Molina como Panos Demeris, el abogado penalista defensor
- Daniel von Bargen como Fran Conklin
- John Heard como Wendell Bye
- Ann Magnuson como Terry Taverner
- Alison Folland como Martha Taverner
- Larry Pine como el doctor Tom McAnally
- Kaiulani Lee como Marian Raynor

## Producción
La película se rodó en locaciones de Egremont, Massachusetts, en Baldwin Hill East en Rathbun Farm. También se filmaron escenas en Pittsfield, Lee, Great Barrington y Lenox y sus alrededores. Las audiencias judiciales se llevaron a cabo y filmaron en el Salón de Justicia del Condado de Hampden, en la sede del condado de Hampden en Springfield, Massachusetts.

## Recepción

### Taquilla
Before and After no tuvo éxito financiero, recaudando sólo 8,8 millones de dólares en Estados Unidos y Canadá y 15 millones de dólares en todo el mundo frente a un presupuesto de producción de 35 millones de dólares.

### Respuesta crítica
En Rotten Tomatoes, la película tiene un índice de aprobación del 32% según reseñas de 19 críticos. El público encuestado por CinemaScore le dio a la película una calificación de "C+" en una escala de A a F.
Roger Ebert, del Chicago Sun-Times, dijo: "Before and After es un largo y lento recorrido a través de una historia sobre una crisis familiar que es en gran parte culpa de la propia familia, especialmente del padre irascible pero amoroso, que comete una serie de errores cruciales. Es una de esas películas en las que quieres dar consejos útiles a la pantalla, lo que ahorraría a los personajes muchos problemas".